# Cammino libero medio
In fisica, il cammino libero medio è la distanza media percorsa da una particella (ad esempio un atomo, una molecola o un fotone) fra due urti successivi.
Questo parametro è descritto dalla formula generale {\displaystyle \lambda ={\frac {\langle v\rangle }{Z}}}, dove {\displaystyle \langle v\rangle } è la velocità media e Z la frequenza di collisione. L'interpretazione rigorosa è pertinenza della meccanica statistica.
Spesso il cammino libero medio viene indicato con la lettera greca λ.
Il cammino libero medio è un parametro di fondamentale importanza in ambiti quali la meccanica e dinamica dei fluidi, la cinetica chimica e l'elettronica a stato solido.

## Bersaglio fisso

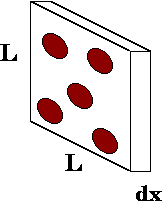
Lamina del bersaglio

Immaginiamo di avere un fascio di particelle di dimensioni trascurabili che attraversano un insieme di atomi (bersaglio). Si ipotizza a priori che la velocità degli atomi del bersaglio sia trascurabile rispetto a quella del fascio di particelle. Consideriamo una lamina infinitesima del bersaglio (come indicato in figura).
Gli atomi sono rappresentati in rosso. Definiamo con {\displaystyle n} la densità numerica del bersaglio, ovvero il numero di atomi per unità di volume contenuti nel bersaglio.
L'area della lamina infinitesima è pari {\displaystyle L^{2}} ed il suo volume è {\displaystyle L^{2}dx}. Il numero di atomi che possono fermare il fascio nella lamina è dato dal prodotto di tale volume per la densità numerica del bersaglio {\displaystyle N=nL^{2}dx}. Dal punto di vista delle particelle del fascio gli atomi del bersaglio sono dei dischi di area {\displaystyle \sigma }. La probabilità che il fascio sia fermato nella lamina infinitesima è dato dal rapporto tra superficie netta degli atomi {\displaystyle \sigma N} nella lamina diviso l'area totale della lamina:
{\displaystyle P({\text{urto in }}dx)={\frac {{\text{Area}}_{\text{atomi}}}{{\text{Area}}_{\text{lamina}}}}={\frac {\sigma nL^{2}\,dx}{L^{2}}}=n\sigma \,dx\,={\frac {dx}{\lambda }}}
avendo definito con:
{\displaystyle \lambda ={\frac {1}{n\sigma }}}
Se le dimensioni delle particelle del fascio non sono trascurabili alla area della sezione degli atomi va sostituita la sezione d'urto, che ha sempre le dimensioni di una superficie e si indica con la stessa notazione.
La diminuzione di intensità del fascio dopo avere attraversato la lamina è eguale alla intensità iniziale per la probabilità di essere fermato:
{\displaystyle dI=-I{\frac {dx}{\lambda }}}
In realtà questa è un'equazione differenziale ordinaria a variabili separabili:
{\displaystyle {\frac {dI}{I}}=-{\frac {dx}{\lambda }},}
che integrata sulla distanza {\displaystyle x} percorsa dal fascio a partire dal punto di impatto, ha come soluzione:
{\displaystyle I(x)=I_{0}e^{-x/\lambda }}
avendo indicato {\displaystyle I(x)} e {\displaystyle I_{0}} rispettivamente l'intensità del fascio nel punto {\displaystyle x} e prima del punto di impatto.
la probabilità che una particella sia assorbita tra
{\displaystyle x} e {\displaystyle x+dx} data da:
{\displaystyle dP(x)={\frac {I(x)-I(x+dx)}{I_{0}}}={\frac {1}{\lambda }}e^{-x/\lambda }dx}
La distanza media percorsa da una particella del fascio è:
{\displaystyle \langle x\rangle =\int _{0}^{\infty }xdP(x)=\int _{0}^{\infty }{\frac {x}{\lambda }}e^{-x/\lambda }\,dx=\lambda }
Quindi {\displaystyle \lambda } è chiamato cammino libero medio poiché è eguale alla distanza media
percorsa dal fascio prima di essere fermato.

## Nella teoria cinetica dei gas
Consideriamo il modello di un gas con comportamento ideale, costituito da un unico insieme di particelle omogenee con distribuzione maxwelliana delle velocità con velocità media {\displaystyle \langle v\rangle }.
In tal caso, invece di avere un bersaglio fisico, il fascio di particelle fa parte dell'equilibrio che si stabilisce tra particelle identiche, il quadrato della velocità relativa (considerando due molecole generiche che si scontrano) è pari a:
{\displaystyle \langle \Delta \mathbf {v} ^{2}\rangle =\langle (\mathbf {v} _{1}-\mathbf {v} _{2})^{2}\rangle =\langle \mathbf {v} _{1}^{2}+\mathbf {v} _{2}^{2}-2\mathbf {v} _{1}\cdot \mathbf {v} _{2}\rangle .}
In condizioni di equilibrio {\displaystyle \mathbf {v} _{1}} e {\displaystyle \mathbf {v} _{2}} sono casuali e senza correlazione
quindi si ha che {\displaystyle \langle \mathbf {v} _{1}\cdot \mathbf {v} _{2}\rangle =0}, e quindi la velocità relativa è:
{\displaystyle \Delta v={\sqrt {\langle \Delta \mathbf {v} ^{2}\rangle }}={\sqrt {\langle \mathbf {v} _{1}^{2}+\mathbf {v} _{2}^{2}\rangle }}=\langle v\rangle {\sqrt {2}}}
In poche parole, il numero di collisioni è {\displaystyle {\sqrt {2}}} maggiore del caso di un bersaglio fisso.
Quindi:
{\displaystyle \lambda ={\frac {1}{{\sqrt {2}}n\sigma }}}
L'equazione di stato dei gas ideali si può scrivere come:
{\displaystyle p=nk_{B}T}
dove p è la pressione, kB è la costante di Boltzmann, T la temperatura assoluta, n è la densità numerica. Quindi sostituendo la densità numerica secondo l'equazione di stato dei gas ideali si ha che:
{\displaystyle \lambda ={\frac {k_{B}T}{{\sqrt {2}}\sigma p}}}
Nel caso delle molecole di un gas perfetto si ha che {\displaystyle \sigma =\pi (2r)^{2}=\pi d^{2}} è la effettiva sezione di particelle sferiche di diametro {\displaystyle d}:
{\displaystyle \lambda ={\frac {k_{B}T}{{\sqrt {2}}\pi d^{2}p}}}
In pratica il diametro delle molecole non è ben definito. Poiché il cammino libero medio determina la viscosità dei gas in pratica dalla misura di viscosità si determina il cammino libero e da questo il diametro effettivo delle molecole.
La tabella seguente fa un elenco dei valori tipici del cammino libero nell'aria a differenti pressioni a temperatura ambiente.
| Nome del vuoto                 | Pressione in Pa   | Densità numerica (Molecole / m3) | Cammino libero medio |
| ------------------------------ | ----------------- | -------------------------------- | -------------------- |
| Pressione atmosferica standard | 1,013 × 105       | 2,7 × 1025                       | 68 nm                |
| Basso vuoto                    | 3 × 104 – 1 × 102 | 1025 – 1022                      | 0,1 – 100 μm         |
| Medio vuoto                    | 102 – 10−1        | 1022 – 1019                      | 0,1 – 100 mm         |
| Alto vuoto                     | 10−1 – 10−5       | 1019 – 1015                      | 10 cm – 1 km         |
| Ultra alto vuoto               | 10−5 – 10−10      | 1015 – 1010                      | 1 km – 105 km        |
| Estremamente alto vuoto        | <10−10            | <1010                            | >105 km              |

Per miscele di più gas è possibile calcolare il cammino libero medio di ogni singola molecola (atomo o ione) utilizzando opportunamente l'equazione generale di λ. L'equazione è anche applicabile al modello di liquido ideale.

## In fisica delle particelle
Nella fisica delle particelle, il concetto di cammino libero medio non è comunemente usato. Al suo posto è invece adottato il concetto di lunghezza di attenuazione (indicato anch'esso con la lettera {\displaystyle \lambda }, dato che si equivalgono).
Un altro concetto usato è quello del cammino libero medio anaelastico (abbreviato in IMFP, dall'inglese inelastic mean free path), che è un indice di quanto un elettrone può viaggiare dentro un solido prima di perdere la sua energia.